# Jüchen
Jüchen – miasto w Niemczech, w kraju związkowym Nadrenia Północna-Westfalia, w rejencji Düsseldorf, w powiecie Rhein-Kreis Neuss. Jüchen leży na północny zachód od Mönchengladbach, południowy wschód od Grevenbroich i na południe od kopalni węgla brunatnego Garzweiler. Do 31 grudnia 2018 samodzielna gmina.
Stare części dawnej gminy – Otzenrath, Spenrath i Holz, były położone na terenie, gdzie znajduje się kopalnia odkrywkowa węgla brunatnego.

## Współpraca
Miejscowości partnerskie:
- Leers, Francja
- Rebesgrün – dzielnica Auerbach/Vogtl., Saksonia